# Maudits soient-ils !
Albums de Léo Ferré
De sac et de cordes
(2004) La Mauvaise Graine
(2006)
Maudits soient-ils ! est un double album posthume de Léo Ferré publié en 2004 par les éditions La Mémoire et la Mer. Il regroupe les maquettes des poèmes de Paul Verlaine et Arthur Rimbaud mis respectivement en musique en 1959 et au début des années 1960, pour la plupart officialisées dans le double album Verlaine et Rimbaud en 1964, ainsi que des mises en musique plus tardives de Rimbaud, datant des années 1980 et pour la plupart inédites. Le premier disque est consacré à Rimbaud, le second à Verlaine.

## Titres
Textes : Arthur Rimbaud (CD 1), Paul Verlaine (CD 2). Musiques, piano & orgue : Léo Ferré. Les morceaux marqués d'un astérisque sont chantés a cappella. 
Les morceaux marqués d'un ° sont totalement inédits sur disque.
CD 1
| No  | Titre                                                            | Durée |
| --- | ---------------------------------------------------------------- | ----- |
| 1.  | Les Corbeaux                                                     | 2:00  |
| 2.  | Ma Bohême                                                        | 1:57  |
| 3.  | Les Assis                                                        | 4:46  |
| 4.  | Les Poètes de sept ans                                           | 6:28  |
| 5.  | Aube °                                                           | 1:53  |
| 6.  | Rêvé pour l’hiver                                                | 1:51  |
| 7.  | Chanson de la plus haute tour (version Une saison en enfer 1963) | 1:48  |
| 8.  | Faim (version Une saison en enfer 1963)                          | 1:42  |
| 9.  | « Le loup criait sous les feuilles »                             | 1:24  |
| 10. | L’Éternité (version Une saison en enfer 1963)                    | 1:18  |
| 11. | On n'est pas sérieux quand on a dix-sept ans                     | 5:38  |
| 12. | La Maline                                                        | 2:17  |
| 13. | Voyelles °                                                       | 2:06  |
| 14. | Le Dormeur du val °                                              | 2:25  |
| 15. | « Morts de Quatre-vingt-douze et de Quatre-vingt-treize » °      | 2:04  |
| 16. | Les Mains de Jeanne-Marie °                                      | 3:18  |
| 17. | Les Douaniers °*                                                 | 1:09  |
| 18. | Les Pauvres à l’église °*                                        | 2:22  |
| 19. | Stupra II °*                                                     | 1:03  |
| 20. | Le Sonnet du trou du cul °*                                      | 0:58  |
| 21. | Le Sonnet du trou du cul (en public) °                           | 2:11  |
| 22. | Le Buffet                                                        | 1:44  |

CD 2
| No  | Titre                                                   | Durée |
| --- | ------------------------------------------------------- | ----- |
| 1.  | Mon rêve familier                                       | 2:13  |
| 2.  | Soleils couchants                                       | 1:45  |
| 3.  | Chanson d'automne                                       | 3:33  |
| 4.  | « Ô triste, triste était mon âme »                      | 3:40  |
| 5.  | Clair de lune                                           | 2:28  |
| 6.  | « Il pleure dans mon cœur » °                           | 2:38  |
| 7.  | Sur le balcon °                                         | 2:49  |
| 8.  | « L'espoir luit comme un brin de paille dans l'étable » | 2:12  |
| 9.  | Colloque sentimental                                    | 3:09  |
| 10. | « Écoutez la chanson bien douce »                       | 2:41  |
| 11. | Mon fils est mort °                                     | 3:26  |
| 12. | Pensionnaires                                           | 2:39  |
| 13. | « Il patinait merveilleusement »                        | 2:32  |
| 14. | Âme te souvient-il ?                                    | 3:08  |
| 15. | Je vous vois encor                                      | 3:00  |
| 16. | Sérénade                                                | 2:23  |
| 17. | « Si tu ne mourus pas entre mes bras »                  | 4:17  |
| 18. | Green                                                   | 2:50  |
| 19. | Art poétique                                            | 3:07  |
| 20. | Marco °*                                                | 2:42  |
| 21. | « Dans l'interminable » °*                              | 0:50  |
| 22. | Cauchemar °*                                            | 1:45  |
| 23. | Nocturne parisien °*                                    | 1:54  |
| 24. | Croquis parisien (La lune plaquait [...]) °*            | 1:16  |